# Козлиничівська сільська рада
Козлиничівська сільська рада — колишня адміністративно-територіальна одиниця та орган місцевого самоврядування у Ковельському районі Волинської області з центром у селі Козлиничі.
Припинила існування 27 грудня 2016 року через об'єднання в Поворську сільську територіальну громаду Волинської області. Натомість утворено Козлиничівський старостинський округ при Поворській сільській громаді.

## Населені пункти
Сільській раді були підпорядковані населені пункти:
- с. Козлиничі
- с. Грив'ятки
- с. Луківка
- с. Шкурат

## Склад ради
Сільська рада складалась з 16 депутатів та голови. Склад ради: 9 депутатів (56.3 %) — самовисуванці та 7 депутатів (43.8 %) — висуванці від Народної партії. 

## Керівний склад сільської ради
| ПІБ                       | Основні відомості                                                             | Дата обрання | Дата звільнення |
| ------------------------- | ----------------------------------------------------------------------------- | ------------ | --------------- |
| Літвінчук Любов Василівна | Сільський голова, 1958 року народження, освіта, позапартійна                  | 26.03.2006   | 31.10.2010      |
| Літвінчук Любов Василівна | Сільський голова, 1958 року народження, освіта середня загальна, позапартійна | 31.10.2010   | 14.10.2013      |

Примітка: таблиця складена за даними джерела

## Населення
Населення сільської ради згідно з переписом населення 2001 року становить 1,083 осіб. Рада утворена 1948 року. 
| Населенні пункти  | 2001 рік | 1986 рік |
| ----------------- | -------- | -------- |
| Грив'ятки         | 272      | 560      |
| Козлиничі         | 506      | 550      |
| Луківка           | 247      | 260      |
| Шкурат            | 58       | 80       |
| Сукупне населення | 1,083    | 1,450    |

### Мова
Розподіл населення за рідною мовою за даними перепису 2001 року:
| Мова       | Відсоток |
| ---------- | -------- |
| українська | 99,54 %  |
| російська  | 0,46 %   |